# Diplazium oblongifolium
Diplazium oblongifolium är en majbräkenväxtart som först beskrevs av William Jackson Hooker och som fick sitt nu gällande namn av Anthony Clive Jermy.
Diplazium oblongifolium ingår i släktet Diplazium och familjen Athyriaceae. Inga underarter finns listade i Catalogue of Life.